# Etran Finatawa
Etran Finatawa (nom signifiant « les étoiles de la tradition ») est un groupe de musique basé au Niger dont la musique est qualifiée de « blues nomade ». La musique d'Etran Finatawa mêle la musique traditionnelle des Touaregs et des Wodaabes à des instruments occidentaux comme la guitare électrique. 

## Histoire
Le groupe a été constitué en 2004 au Festival au Désert (près de Tombouctou au Mali), en signe d'entente entre deux populations du Niger, les Touaregs et les Wodaabes.
Composé de chanteurs et de musiciens des deux peuples, Etran Finatawa se donne pour but de promouvoir leurs cultures traditionnelles, tout en la renouvelant par l'emploi d'instruments comme la guitare électrique et la guitare basse introduits chez les Touaregs dans les années 1970-1980. En concert, les musiciens et chanteurs se produisent en costume traditionnel, les Touaregs portant la robe et le chèche, les Wodaabes en robe longue et portant des chapeaux prolongés d'une plume ainsi que des peintures faciales. Les paroles des chansons sont composées dans les deux langues, le tamasheq des Touaregs et le fulfulde des Wodaabes.

## Discographie
- Introducing Etran Finatawa, album, World Music Network, 2006
- Desert Crossroads, album, World Music Network, 2007
- Tarkat Tajje / Let's go!, album, World Music Network, 2010
- The Sahara Sessions, album, World Music Network, 2013